# RIOJA-3

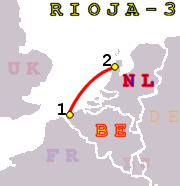
Ruta del cable submarino RIOJA-3

RIOJA-2 fue un sistema de cable de telecomunicaciones submarino que conectaba Bélgica con los Países Bajos a través del sur del mar del Norte.
Tenía puntos de amarre en:
- Oostduinkerke-Bad, Flandes, Bélgica
- Egmond aan Zee, Países Bajos

Fue retirado del servicio el 13 de octubre de 2006.